# Sarvnaz Alambeigi

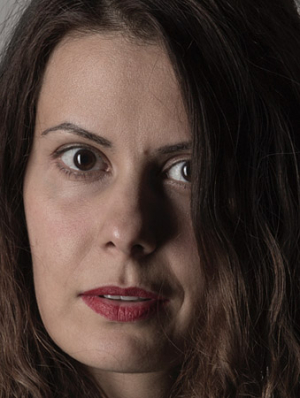
Sarvnaz Alambeigi (2022)

Sarvnaz Alambeigi (persisch سروناز علم بیگی; geboren 1978 in Teheran) ist eine iranische Dokumentarfilmerin, Produzentin, Malerin und Dichterin.

## Werdegang
Sarvnaz Alambeigi erwarb ihren Bachelor of Arts in Malerei an der Fakultät für Kunst und Architektur der Islamic Azad University, Central Tehran Branch. Von 2013 bis 2018 absolvierte sie eine Filmausbildung an der Documentary Campus Masterschool und der Danish Film School.
Sie begann ihre künstlerische Tätigkeit im Jahr 2000 mit einer Ausstellung eigener Bilder. 2013 gründete sie ihre Filmproduktionsfirma, Rabison Art. Im Juni 2017 wurde ihr Kurzfilm Cypher And Lion (Noghteh Va Shir) im Teheraner Museum für zeitgenössische Kunst nach der Eröffnungszeremonie für die Ausstellung The Lions of Iran von Tanavoli gezeigt. Die Handlung schildert den Niedergang der Bildhauerkultur im Iran nach der Islamisierung und die Wiederbelebung dieser Kultur durch Parviz Tanavoli, einen zeitgenössischen iranischen Bildhauer.
Ihr bekanntestes Werk ist der Dokumentarfilm 1001 Nights Apart, der 2022 in Deutschland in die Kinos kam und im Mai 2022 den VFF Dokumentarfilm-Produktionspreis beim Internationalen Dokumentarfilmfestival München gewann. Im Mittelpunkt des Films stehen Balletttänzer und Untergrundtänzer im Iran in zwei Zeitabschnitten, vor und nach der islamischen Revolution von 1979.
Im Jahr 2021 gewann Sarvnaz Alambeigi den Sunny Side of the Doc-Preis und beim DOKfest Leipzig den Sächsischen Preis für das beste Dokumentarfilmprojekt für ihren darauffolgenden Dokumentarfilm Broken Flower (Arbeitstitel), der im Februar 2024 unter dem Titel Maydegol auf der Berlinale seine Premiere feierte.
Sie ist Mitglied von Film Fatales, dem European Women's Audiovisual Network und der Association of Iranian Documentary Cinema Directors.

## Filmografie
- 2013: The Second Room, Kurz-Dokumentarfilm, Regie und Produktion
- 2017: Tomorrowland, Dokumentarfilm, Buch, Regie und Produktion
- 2017: Cypher And Lion, Dokumentarfilm, Regie
- 2021: 1001 nights Apart, Dokumentarfilm, Buch, Regie und Produktion
- 2024: Maydegol, Dokumentarfilm, Buch, Regie und Produktion

## Auszeichnungen
- 2021: Sächsischer Preis für das beste Dokumentarfilmprojekt Broken Flower beim DOKfest Leipzig[6]
- 2022: 1001 nights Apart: Gewinner VFF Dokumentarfilm-Produktionspreis beim DOK.fest München[7]
- 2024: Filmfestival This Human World: Gewinnerin des Internationalen Wettbewerbs mit Maydegol[8]
- 2024: Lobende Erwähnung der Internationalen Jury in der Sektion Generation 14plus, 74. Internationale Filmfestspiele Berlin 2024[9]

## Ausstellungen
- 2025 "Some Isles Some Places", mit Stefan Ettlinger, Martin Leyer-Pritzkow Ausstellungen, Düsseldorf